# 正木郁
正木 郁（まさき かおる、1995年7月9日 - ）は、日本の男性俳優、声優。埼玉県出身。ユークリッド・エンターテイメント（元・メディアプラネット）所属。
ドリフェス！5次元アイドル応援プロジェクト 『DearDream』のメンバー。薄紫担当。

## 人物
- 1995年7月9日午後2時37分生まれ。当時体重2880g、身長は記入ミスにより不明、胸囲32cm。当初母がつけた名前は「健太郎」[要出典]。
- 小2～中3は野球をやっていた。小6で県の選抜チームに入り、中学時代は野球部の副部長を務めていた[要出典]。
- 高校から約1年半ダンススクールに通い、主にヒップホップ、ロッキング、ブレイクダンスを習っていた[要出典]。
- 特技は、野球、歌、ダンス。
- 好きな声優に松岡禎丞、平田広明を挙げている[3]。
- 大学時代は法学部に在籍。入学半年後から芸能活動をはじめ、忙しいながらも学業を諦めず、2019年3月20日、自身のツイッターにて大学卒業を報告。「1度自分が決めたことを投げ出さずにやり通す」ということの大切さを伝えていた[要出典]。
- デビュー当時から、「My dream is always with you」をモットーに、ファンと一緒に歩んで行く信念を貫いている[要出典]。
- 2019年より、音楽創作活動をはじめる。すでに数曲自らが作曲作詞した音楽作品を生み出している[要出典]

## 略歴
2015年、ゲーム＆アニメ連動プロジェクト「青春!!!!!ユニット オーディション」で合格し、デビュー。
2018年、舞台『男子はつらくないよ？』で初主演を務める。
2020年8月1日より、デビュー時から所属していた事務所アミューズを離れ、フリーランスとして活動をはじめる。同年9月1日、ファンクラブ「かおるワールド」を設立。同年12月1日、メディアプラネットに所属。2021年9月1日より、ファンクラブ「MASAKI KAORU OFFICIAL SITE」を開設。
2024年9月29日、自身が初めて作詞作曲を手がけた『頑張る理由』がデジタルシングルとしてリリース。テレビドラマ『ドゲンジャーズ』で初披露され、のちに『シン・ドゲンジャーズ』で再び挿入歌として起用された。
2025年7月23日、“Kaoru Masaki”名義で、ユークリッド・エージェンシーのレーベル・PRIME CASTにてデビューすることを発表。第1弾配信シングル「SHAKIN’」をリリースした。

## 出演

### テレビアニメ
- ドリフェス!（インターネット放送：2016年9月23日 - 12月16日 / テレビ放送：2016年10月7日 - 12月23日、BN Pictures） - 沢村千弦（声・モーションアクター[11][12]） 役
- ドリフェス!R（インターネット放送：2017年8月23日 -  / テレビ放送：2017年10月 - 、BN Pictures） - 沢村千弦 役
- 働くお兄さん!（2017年1月 - 3月、Tomovies） - カニ平先輩、柴犬 役[13]
- 働くお兄さん!の2!（2018年7月 - 9月、Tomovies） - ハチ谷ルフ太、カニ平先輩 役
- 最響カミズモード!（2020年12月 - 、TOKYO MX） - ヴァイアン 役

### 舞台・ミュージカル・朗読劇
- 方南ぐみ企画公演『片想い』（2017年8月2日 - 6日、三越劇場）- シズオ 役
- 方南ぐみ企画公演 朗読舞台『逢いたくて』（2017年8月9日、三越劇場）
- 劇団TEAM-ODAC 第29回本公演『HOME〜いつか帰るよ、僕だけのHOME〜』（2018年5月9日 - 14日、紀伊國屋ホール） - 小山智樹(トモ) 役
- もっと歴史を深く知りたくなるシリーズ第6弾『ジョン万次郎』（2018年6月14日 - 24日、EXシアター六本木） - 寅右衛門/福沢諭吉 役
- Shimapro『男子はつらくないよ？』（2018年7月29日 - 8月4日、三越劇場） - 主演 ナオキ 役
- 体内活劇『はたらく細胞』（2018年11月16日 - 25日、シアター1010）- B細胞 役[14]
- 『神ノ牙-JINGA-転生』～消えるのは俺じゃない、世界だ。～（2019年1月5日 - 14日、天王洲 銀河劇場）- 炎神・ルカ 役[15]
- 『OUT OF FOCUS!』 (2019年2月9日 - 17日、新宿シアターサンモール) - 犬飼ヒカル 役
- BLACK BIRD（2019年3月27日 - 31日、博品館劇場） - 伯耆 役[16]
- DYNAMIC CHORD the STAGE（2019年5月11日 - 15日、ヒューリックホール東京）- 榛名宗太郎 役[17]
- 舞台「大悲」（2019年7月19日 - 29日、新宿　紀伊国屋サザンシアター TAKASHIMAYA） - 清水秀斗 役
- 朗読劇『青空』（2019年8月10日、三越劇場）- メス犬・麦 役
- 銀岩塩VOL.4 FUSIONICAL STAGE 「ABSO-METAL」 〜価値×時間＝幸せのメダル〜（2019年9月4日 - 8日、こくみん共済 coop ホール（全労済ホール）／スペース・ゼロ） - 主演 ルカ 役
- 『ほしぞらのしたで』（2019年12月25日 - 29日、東京芸術劇場 シアターウエスト）- 主演 大沢賢介 役
- 『RED＆BEAR』（2020年1月24日 - 2月2日、サンシャイン劇場）- チヒロ 役
- 舞台「遙かなる時空の中で3　再縁」（2020年6月4日 - 14日〈予定〉、サンシャイン劇場 / 2020年6月20日 - 21日〈予定〉、メルパルクホール） - 地の朱雀・武蔵坊弁慶 役
- 青春㎤（2020年7月15日 - 19日〈予定〉、新宿村LIVE）- センセイ 役
  - 青春㎤（2020年7月18日）- センセイ 役[18]
- アナタを幸せにする世界の伝説シリーズ vol.1 舞台「ウェールズの赤竜～アーサー王伝説～」（2020年8月19日 - 24日、新宿シアターサンモール）- ランスロット 役
- 銀岩塩VOL.5 FUSIONICAL STAGE 「ABSO-METAL2 〜群盲の逆襲〜」（2021年2月10日 - 14日、こくみん共済 coop ホール（全労済ホール）／スペース・ゼロ） - 主演 ルカ 役[19]
- シチュエーション朗読劇『Love on Ride～通勤彼氏』（2021年5月1日 - 5日〈予定〉、浅草花劇場） - 久我瞬介/江波戸響 役[20]
- 銀岩塩VOL.6 FUSIONICAL STAGE 「ABSO-METAL Re:START 1&2」（2021年6月8日 - 13日〈予定〉、シアター1010） - 主演 ルカ 役[21]
- 舞台「魔術士オーフェン はぐれ旅 -THE STAGE- Ver.2」（2021年7月23日 - 8月1日〈予定〉、シアター1010） - チャイルドマン・パウダーフィールド 役[22]
- 「舞台 真・三國無双 ～荊州争奪戦IF～」（2021年9月3日 - 8日、EXシアター六本木） - 楽進 役
- 銀岩塩VOL.4-5 FUSIONICAL STAGE 「ABSO-METAL 〜黎明～」（2021年10月18日、新宿村LIVE） - ルカ 役（アフタートークイベント出演）
- LIVE STAGE「スケートリーディング☆スターズ」（2021年10月22日 - 31日、品川プリンスホテル ステラボ－ル） - 流石井隼人 役[23]
- 舞台「プレイタの傷」（2021年11月12日 - 14日、京都劇場 / 11月18日 - 21日、ヒューリックホール東京） - 茶木縞カガミ 役
- 舞台「滄海天記・序篇〜 天月、闇に墜つ 〜」（2021年12月8日 - 12日、シアター1010）- ミナト 役
- 舞台「文豪とアルケミスト 捻クレ者ノ独唱（アリア）」（2022年2月3日 - 13日〈予定〉 - 6日[24]、シアター1010 / 2月18日 - 20日、森ノ宮ピロティホール） - 川端康成 役[25]
- 演戯「ヴィジュアルプリズン」-月世饗宴-（2022年4月8日 - 17日、天王洲 銀河劇場） - 主演 結希アンジュ 役[26]
- ジュエルステージ「オンエア！」（2022年6月3日 - 12日、シアターGロッソ） - 見明佐和 役[27]
- リーディングシアターvol.3「RAMPO in the DARK」（2022年6月23日、神田明神ホール）[28]
- 舞台「オオカミの誘惑」（2022年7月23日 - 26日、博品館劇場） - 主演 朝岡晴光 役（Wキャスト）[29]
- 舞台『DARKNESS HEELS～THE LIVE～2022』（2022年9月15日 - 20日、シアター1010） - イーヴィルティガ 役[30]
- 朗読劇「妖琦庵夜話 その探偵、人にあらず」（2022年11月5日 - 6日、幕張国際研修センター シンポジウムホール） - 脇坂洋二 役
- 舞台「滄海天記 陽炎篇」（2023年2月10日 - 14日、シアター1010） - 主演 ミナト 役[31]
- ミュージカル「フィーダシュタント」（2023年3月16日 - 26日、ニッショーホール） - フレドリッヒ・カール 役[32]
- MUSICAL 追憶のアンブレラ ～VOICE 2023～（2023年4月5日-9日、川崎市アートセンター・アルテリオ小劇場） - 主演 ボス(ヒロシ) 役[33]
- 舞台「オオカミの誘惑」再演（2023年5月17日 - 21日、六行会ホール） - 主演 朝岡晴光 役[34]
- ジュエルステージ「オンエア！」～Unit Story side MAISY～（2023年7月15日 - 8月5日、品川プリンスホテル クラブeX） - 見明佐和 役
- ジュエルステージ「オンエア！」～Unit Story side エメ☆カレ～（2023年7月16日 - 8月6日、品川プリンスホテル クラブeX） - 見明佐和 役[35]
- ジュエルステージ「オンエア！」～Unit Story side drop～（2023年10月5日 - 10月29日、Mixalive TOKYO 6F Theater Mixa） - 見明佐和 役
- ジュエルステージ「オンエア！」～Unit Story side Hot-Blood～（2023年10月25日、Mixalive TOKYO 6F Theater Mixa） - 見明佐和 役
- 朗読劇『カラフル』再演（2023年11月15日・16日・18日、CBGK シブゲキ!!）- 小林満 役[36]
- 音楽朗読劇 THE LITTLE MATCH GIRL 〜アンデルセン童話「マッチ売りの少女」より〜（2023年11月28日・30日・12月2日、博品館劇場）- イェン 役[37]
- 舞台「父が死んだ時、僕たちは何年かぶりに集まった。」（2023年12月6日 - 12月10日、CBGK シブゲキ!!）- 主演 西尾俊輔 役[38]
- 朗読劇『朝彦と夜彦1987』（2024年1月12日・14日、渋谷区文化総合センター大和田 さくらホール） - 山田朝彦 役[39]
- 劇団ホチキスvol.48「ワイルド番地」（2024年4月5日 - 4月14日、あうるすぽっと）- 室井拓海 役[40]
- ケミカルリアクションACT.3「Only Stupid They」（2024年5月29日 - 6月2日、新宿シアターサンモール）- 坂本孝夫 役 [41]
- 舞台「Solliev0」（2024年8月2日 - 12日、 品川プリンスホテル クラブeX） - 武元 役[42]
- 朗読劇『初等教育ロイヤル』（2024年8月21日 - 22日、こくみん共済 coop ホール（全労済ホール）／スペース・ゼロ） - 主演 あきよし 役[43]
- 舞台『素敵なカミングアウト』（2024年9月13日 - 16日、浅草花劇場） - 川島ケンジ 役（Team STAR）[44]
- アナタを幸せにする世界の伝説シリーズ・ファイナル 音楽劇『ヴィーデン劇場の魔笛〜モーツァルト伝説〜』（2024年9月19日、新宿シアターサンモール）- ランスロット 役（2部ライブゲスト出演）[45]
- "朗読×ACT"theater 『アイディール・セミナー』（2024年12月11日 - 15日、新宿村LIVE） - 坂巻ジン 役[46]
- 100 点un・チョイス！10 周年記念公演第3弾　第22回公演 舞台「あの⽇々に最⾼の花束を」（2025年1月22日 - 28日、赤坂RED／THEATER） - 虹川大和 役[47]
- 舞台「ものまねスター誕生」（2025年2月6日 - 11日、中目黒キンケロシアター） - マスター・尾崎裕 役[48]
- 舞台『12人のヒトラーの側近』（2025年4月12日 - 15日、吉祥寺シアター） - シュペーア 役[49][50]
- "朗読×ACT"『アイディール・セミナー/Final session』（2025年6月4日 - 8日、こくみん共済 coop ホール／スペース・ゼロ） - 神楽ジン 役[51]
- Reading Musical『Felicidad 幸せ』（2025年7月1日 - 6日、シアター・アルファ東京） - 主演 少年・ウェルファ（A）/青年・ジャンゴ（B） 役[52]
- LOG project 朗読劇『源 -minamoto- 白赤の旗幟』（2025年11月9日〈予定〉、TOKYO FM HALL） - 平宗盛 役[53][54]

### テレビドラマ
- 正義のセ 第4話（2018年5月2日、日本テレビ系） - 大学生 役
- ドゲンジャーズ シリーズ
  - ドゲンジャーズ（2020年4月12日 - 6月28日、KBC） - 主演・田中次郎 / ルーキー(声) 役[55]
  - ドゲンジャーズ～ナイスバディ～（2021年4月11日 - 6月27日、KBC 他3局） - 主演・田中次郎 / ルーキー(声) 役[56]
  - ドゲンジャーズ～ハイスクール～（2022年4月10日 - 6月26日 、KBC 他3局） - 田中次郎 / ルーキー(声) 役[57]
  - ドゲンジャーズ～メトロポリス～（2023年4月9日 - 6月25日、KBC 他） - 田中次郎 / ルーキー(声) 役[58]
  - シン・ドゲンジャーズ（2024年7月14日 - 9月29日、KBC 他） - 主演・田中次郎 / ルーキー(声) 役[59]
  - 異世界転生したらドゲンジャーズだった件（2025年7月13日 - 9月28日、KBC 他 ）[60]

- NHKスペシャル「新・幕末史 グローバル・ヒストリー」第1集「幕府VS列強全面戦争の危機」（2022年10月16日、NHK総合） - 坂本龍馬 役[61]　
  - ドキュメンタリードラマ「新・幕末史 完全版 グローバル・ヒストリー」（2023年1月3日、NHK BSプレミアム BS4K） - 坂本龍馬 役[62]

- Solliev0 第4話・5話（2024年4月22日・29日、テレビ神奈川 他） - 武元 役

### 映画
- シュウカツ3 一次面接『就活という名のゲーム』 (2018年12月7日、ノースシーケーワイ) - (溝口琢矢、富田健太郎とトリプル主演)[63]
- シュウカツ4 二次面接『就職という名のゲーム2』（2020年7月24日、ノースシーケーワイ) -  主演・真田 役[注釈 1][64]
- シュウカツ5 就職という名のゲーム 二次面接『就職という名のゲーム3』（2021年4月30日、ノースシーケーワイ） - 主演・真田 役[注釈 2][65]
- ストリートを探偵してみた（2022年3月5日、ノースシーケーワイ） - 主演・方丈良仁 役[66]
- 編集霊 deleted（2023年1月13日、ノースシーケーワイ）- 良成 役[67]

### オリジナルビデオ
- ドゲンジャーズ 第12.5話 エピソード・オブ・アイドール（2021年） - 田中次郎 / ルーキー 役[68]

### ライブ・イベント
- AGF 2015
  - 池袋縦断！カードラリーイベント「Miracle Greeting 01」（2015年11月7日、ナンジャタウン入口／池袋GiGO／池袋サンシャインシティ文化会館2階 AGF 2015会場内バンダイガシャポンブース； 11月8日、ナンジャタウン入口／アニメイト池袋本店／アニメイトカフェSHOP池袋）
  - DearDreamトークイベント「Miracle☆Stage」（2015年11月7日 - 8日、ナンジャタウン福袋縁日広場）
- Anime Japan 2016「ドリフェス！」ステージ トークイベント＆ハイタッチ会（2016年3月26日、東京ビッグサイト）[69]
- DearDream デビューシングル『NEW STAR EVOLUTION』発売記念イベント「壮馬がゆく ドリフェス!全国行脚の旅」（2016年4月2日、アニメイト渋谷店/4月3日、アニメイト新潟店/4月9日、アニメイト仙台店/4月10日、アニメイト札幌店）[70]
- ドリフェス!カード発売記念イベント（2016年6月18日、アニメイト秋葉原店）
- ドリフェス!ファンミーティング01〜応援で叶える1stステージ!〜（2016年6月26日、サイエンスホール）
- DearDream 2ndシングル発売記念ライブ『Miracle☆Greeting!02』（2016年10月1日、池袋サンシャインシティ 噴水広場）
- AGF 2016「ドリフェス!」Catch Your Yell!!サイン会（2016年11月5日 - 11月6日、池袋サンシャインシティ 文化会館2階Dホール）
- 沢村千弦バースデー・パーティ♪イベント（2016年11月12日、アニON STATION AKIHABARA）[71]
- ANIMAX MUSIX 2016 YOKOHAMA（2016年11月23日、横浜アリーナ）
- 『ドリフェス!』Blu-ray&DVD発売記念イベント〜千弦の部屋〜（2016年12月3日、アニメイトAKIBAガールズステーション）
- LisOeuf♪Party! 2016 - WINTER -（2016年12月6日、TOKYO DOME CITY HALL)
- Amuse Presents HANDSOME FESTIVAL 2016（2016年12月17日 - 18日、TOKYO DOME CITY HALL / 2016年12月29日、東京国際フォーラム ホールA、アミューズ）
- ドリフェス!ファンミーティング02〜感謝をとどける2ndステージ!!〜（2017年1月7日 - 8日、ニッショーホール）
- DearDream 1st フルアルバム「Real Dream」発売記念イベント『DearDreamがゆく 全国行脚の旅』（2017年3月4日、アニメイト名古屋/3月5日、アニメイト大阪日本橋/3月11日、あるあるCity B1F（小倉）、アニメイト広島/4月1日、科学技術館サイエンスホール）[72]
- Anime Japan 2017「ドリフェス！研究室 出張版」（2017年3月25日、東京ビッグサイト）[73]
- DearDream 1st LIVE 『Real Dream』（2017年5月4日、Zepp DiverCity Tokyo）
- アニメ「ドリフェス！」1stシーズン応援上映会（2017年6月9日、新宿ピカデリー）[74]
- Original Entertainment Paradise -おれパラ- 10th Anniversary 〜ORE!!SUMMER〜（2017年7月15日、富士急ハイランド コニファーフォレスト）
- BILIBILI WORLD 2017（2017年7月23日、上海万博展覧館）
- アニメ「ドリフェス！Ｒ」最速先行上映会!! （2017年8月23日、ＴＯＨＯシネマズ新宿）[75]
- ドリフェス!ファンミーティング03『D-Fourプロダクション大運動会』（東京公演：2017年9月17日 - 18日、日本青年館 / 大阪公演：2017年9月29日 - 30日、堂島リバーフォーラム）
- ハロウィン フェス 2017『ジャック・オー・ランド』（2017年10月21日 - 22日、横浜アリーナ）
- 第14回 東京国際ミュージック・マーケット（2017年10月24日、TSUTAYA O-EAST）
- DearDream & KUROFUNE ニューシングル発売記念イベント「DearDream & KUROFUNEがゆく 全国行脚の旅」（2017年10月29日、アニメイト広島店 / 11月23日、アニメイト大阪日本橋店）[76]
- AGF 2017
  - 「ドリフェス！R」キャストお渡し＆握手会（2017年11月3日、池袋サンシャインシティ 展示ホールDドリフェス！ブース）
  - 「ドリフェス!Miracle☆Greeting!03」ミニLIVE&ハイタッチ会（2017年11月3日、池袋サンシャインシティ 噴水広場）
- LisOeuf♪ Party 2017 - AUTUMN -（2017年11月4日、日本青年館ホール）
- 沢村千弦 バースデーパーティ（2017年11月11日 - 12日、アニON STATION AKIHABARA）
- BREAK OUT祭 2017 -autumn-（2017年11月19日、Zepp Tokyo）
- Act Against AIDS『THE VARIETY 25』〜絶好調俳優大熱唱! 本物聴かせますミュージシャン!〜（2017年12月1日、日本武道館）
- ドリフェス!R BD・DVD発売記念イベント『ちょっとDearDream‼ 私の質問、答えなさいよ!』（2017年12月3日、アニメイトAKIBAガールズステーション）[77]
- Amuse Presents HANDSOME FILM FESTIVAL 2017（2017年12月25日 - 27日、TOKYO DOME CITY HALL、アミューズ）[78]
- DearDream 1st LIVE TOUR 2018『ユメノコドウ』（東京公演：2018年1月10日、TOKYO DOME CITY HALL / 福岡公演：1月13日、ソレイユホール / 大阪公演：1月20日、Zepp Osaka Bayside / 愛知公演：2月11日、一宮市民会館 / 神奈川公演：2月25日、パシフィコ横浜）
- ドリフェス! presents『BATTLE LIVE KUROFUNE vs DearDream』（2018年2月3日 - 4日、なかのZERO 大ホール）
- ワンダーフェスティバル  2018 冬（2018年2月18日、幕張メッセ 国際展示場1-8ホール）
- TVアニメ『働くお兄さん!』Music Selection 履歴書01 リリースイベント『働くDearDream!』（2018年5月19日、サイエンスホール）
- 舞台『ジョン万次郎』開幕直前インストアトークイベント（2018年6月6日、Mt.RAINIER HALL SHIBUYA PLEASURE PLEASURE）
- TVアニメ『働くお兄さん!の2!』先行上映会（2018年7月1日、有楽町オルタナティブシアター）
- SUNRISE Festival 2018 アニメ『ドリフェス!R』上映会（2018年7月8日、新宿バルト9）[79]
- Animelo Summer Live 2018 "OK!"（2018年8月24日、さいたまスーパーアリーナ）
- キラキラハッピー★ ひらけ!ここたま オープニング＆エンディングテーマCD発売記念イベント「キラキラハッピー★ うたおう！ここたま♪」（2018年9月22日、東京ドームシティ ラクーアガーデンステージ）
- ドリフェス! Presents FINAL STAGE at NIPPON BUDOKAN『ALL FOR TOMORROW!!!!!!!』（2018年10月20日 - 21日、日本武道館）
- 映画『シュウカツ3』完成披露試写会（2018年10月28日、ユナイテッド・シネマ アクアシティお台場）
- もっと歴史を深く知りたくなるシリーズ 第6弾 舞台『ジョン万次郎』DVD発売記念イベント（2018年11月4日、ユナイテッド・シネマ アクアシティお台場）
- Act Against AIDS 2018『THE VARIETY 26』〜遂に!俳優だけの武道館ライブ!!…大丈夫なのか〜〜!?〜（2018年12月1日、日本武道館）
- 舞台『男子はつらくないよ？』過去公演上映イベント（2018年12月2日、新宿村LIVE）
- 映画『シュウカツ３』公開記念舞台挨拶登壇（東京）（2018年12月9日、ユナイテッド・シネマ アクアシティお台場）
- アニメ『モノのかみさま ここたま』スタート記念イベント 「ここたまハッピーステージ★」（2019年10月19日、アーバンドック ららぽーと豊洲 シーサイドデッキメインステージ）[80][81]
- 15th Anniversary SUPER HANDSOME LIVE『JUMP↑with YOU』（2020年2月15日 - 16日、両国国技館）
- 映画『シュウカツ4』舞台挨拶付き先行上映会（2020年7月4日、ユナイテッド・シネマ アクアシティお台場）[82]
- 映画『シュウカツ4』DVD発売先行イベント（2020年9月27日、浜離宮朝日ホール・小ホール）
- 映画『シュウカツ5』完成披露試写会（2021年4月24日、シネマート新宿）[83]
- 映画『シュウカツ5』DVD発売先行イベント（2021年7月4日、浜離宮朝日ホール・小ホール）
- 正木郁 26th Birthday Event（2021年7月11日）[注釈 3][84]
- 「ストリートを探偵してみた」完成披露試写会（2022年3月5日、キネカ大森）[85]
- LIVE「6 Games」オープニングアクト（2022年6月6日、Shibuya eggman）[86]
- 「ストリートを探偵してみた」DVD発売先行イベント（2022年6月18日、キネカ大森）[87]
- 正木郁 27th Anniversary Event（2022年7月9日、SPACE ODD）[88]
- ドゲンジャーズコンベンション in 芦屋　鯛博学園高等学校体育祭（2022年8月6日 - 7日、あしや夢リアホール）
- ドリフェス!R Specialサイコー超えてる!ミラクル★オーケストラ★ステージ（2022年10月8日、東京芸術劇場コンサートホール）
- 『スマートさんぽ in 福岡 正木郁』DVD先行発売記念イベント（2022年12月3日、あかぎホール）[89]
- 映画『編集霊　deleted』完成披露試写会（2022年12月18日、ユナイテッド・シネマ アクアシティお台場）[90]
- 『スマートさんぽ in 福岡 正木郁』DVD発売記念ミニイベント＆特典会（2023年1月22日、大阪-心斎橋 HMV＆BOOKS SHINSAIBASHI イベントスペース）[91]
- 映画『編集霊　deleted』DVD先行発売イベント（2023年3月12日、ユナイテッド・シネマ アクアシティお台場）[92]
- 正木郁 28th Birthday Event（2023年7月9日、日仏会館ホール）[93]
- サイコー超えてる!ドリフェス!応援上映!!!!!!!（2023年11月19日、TOHOシネマズ池袋）[94]
- 舞台「父が死んだ時、僕たちは何年かぶりに集まった 。」公演直前イベント（2023年11月26日、STUDIO ZAP!）
- 『スマートさんぽ in 伊豆 正木郁 with ちゃもこ』DVD先行発売記念イベント（2023年12月17日、日仏会館ホール）[95]
- 『スマートさんぽ in 伊豆 正木郁 with ちゃもこ』DVD発売記念ミニイベント＆特典会（2024年1月13日、大阪-心斎橋 HMV＆BOOKS SHINSAIBASHI イベントスペース）[96]
- THEATER GAME LEAGUE（2024年3月3日、雷5656会館ときわホール）[97]
- サイコー超えてる!ドリフェス!応援上映!!!!!!!2nd（2024年3月24日、TOHOシネマズ池袋）[98]
- 『スマートさんぽ in 伊豆 正木郁 with ちゃもこ』DVD発売記念オンライン特典会（2024年3月24日）[99]
- サイコー超えてる!ドリフェス!応援上映!!!!!!!3rd（2024年7月6日、TOHOシネマズ池袋）[100]
- ドゲンジャーズコンベンション2024 in 芦屋 ヒーロー魂～僕たちに必要なもの～（2024年8月24日 - 25日、あしや夢リアホール）[101]
- サイコー超えてる!ドリフェス!応援上映!!!!!!!4th（2024年11月30日、TOHOシネマズ上野）[102]
- 【めんたいこ誕生祭】ドゲンジャーズと遊ぼう　山田真子誕生祭～永遠の20歳宣言⁉～トークショー（2025年1月10日、天神地下街１番街イベントコーナー）[103]
- サイコー超えてる！ドリフェス！応援上映special DearDream 1st LIVE TOUR 2018「ユメノコドウ」（2025年3月16日、TOHOシネマズ 六本木ヒルズ）[104]
- サイコー超えてる！ドリフェス！R 応援上映!!!!!!! 1st（2025年7月13日＜予定＞、TOHOシネマズ上野）[105]
- KAJIMA なぞときワークショップ「サステナドームの怪人」（2025年7月18日 - 27日＜予定＞、2025大阪・関西万博 サステナドーム）[106]

### ラジオ
※はインターネット配信。
- ドリフェス!ラジオ（2015年 - 2018年、アニメイトタイムズ※）
- 声優NOTE（2018年、JFN系列）

### ゲーム
- ライブリズムアプリ『ドリフェス!/ドリフェス!R』（2016年5月25日 - 2018年5月1日） - 沢村千弦 役
- データカードダス 『ドリフェス!/ドリフェス!R』（2016年11月24日 - 2018年3月28日） - 沢村千弦 役

### その他
- 5次元アイドル応援プロジェクト『ドリフェス!』（2015年10月9日 - ） - 沢村千弦 役
- 文化放送モバイルplus presents W-MaSkat from DearDreamの生放送！（2018年8月15日、文化放送インターネットラジオ）[107]
- 音楽プロジェクト「キミノユメハボクノユメ」（2021年3月 - ） - くまさん 役
- USEN放送　C-43ch　「舞台やろうっ！another side」パーソナリティ（2021年12月6日 - 2022年1月31日）[108]
- 俳優チャット小説アプリKISSMILLe「ISOLATED～孤島に隔絶された8人～」（2022年8月21日 - 2022年9月18日）- 時田八雲 役[109]
- 大賀薬局イメージキャラクター就任（2022年12月 - ）[110]
- 俳優チャット小説アプリKISSMILLe「神様候補生」（2023年11月26日 - 2024年1月6日）- 水鏡響太 役[111]
- 配信アプリNATSLIVE「正木郁SPクッキング」（2024年3月9日 - ）[112]

## 作品

### CD
- ドリフェス！ シリーズ
  - 2.5次元アイドル応援プロジェクト『ドリフェス!』 DearDreamデビューシングル『NEW STAR EVOLUTION』（2016年3月16日、バンダイビジュアル）
  - 2.5次元アイドル応援プロジェクト『ドリフェス!』 DearDream 2nd Single『PLEASURE FLAG / シンアイなる夢へ!』（2016年9月28日、バンダイビジュアル）
  - 2.5次元アイドル応援プロジェクト『ドリフェス!』 ミニアルバム『Welcome To D-Four Production』（2016年11月2日、バンダイビジュアル）
  - 2.5次元アイドル応援プロジェクト『ドリフェス!』オリジナルサウンドトラック（2017年1月11日、ランティス）
  - 2.5次元アイドル応援プロジェクト『ドリフェス!』 DearDream 1stアルバム『Real Dream』（2017年2月22日、ランティス）
  - 2.5次元アイドル応援プロジェクト『ドリフェス!』 ミニアルバム2『Catch Your Yell!!』（2017年4月26日、ランティス）
  - 5次元アイドル応援プロジェクト『ドリフェス!R』 DearDream 3rd Single『ユメノコドウ / 真夏色ダイアリー』（2017年9月27日、ランティス）
  - 5次元アイドル応援プロジェクト『ドリフェス!R』 DearDream & KUROFUNE シングル『ALL FOR SMILE!』（2017年10月25日、ランティス）
  - TVアニメ『ドリフェス!R』挿入歌シングル『Symmetric love / You are my RIVAL』（2017年12月20日、ランティス）
  - 5次元アイドル応援プロジェクト『ドリフェス!R』 SHUFFLE LIVE 01（2018年1月31日、ランティス）
  - 5次元アイドル応援プロジェクト『ドリフェス!R』DearDream 2ndアルバム『ALL FOR TOMORROW!!!!!!!』（2018年8月22日、ランティス）
- HANDSOME FESTIVAL 2016 予習Sound Track（2016年11月23日、アミューズ）
- 15th Anniversary SUPER HANDSOME COLLECTION『JUMP↑』（2019年11月30日、アミューズ）
- TVアニメ『働くお兄さん!』Music Selection 履歴書01（2018年4月25日、ランティス）
- TVアニメ『キラキラハッピー★ひらけ!ここたま』EDテーマ『ヒミツのカギ、ここたま！/ここたまさがそっ！み～つっけた♪』（2018年9月19日、ランティス）
- TVアニメ『働くお兄さん!』Music Selection 履歴書02（2018年10月3日、ランティス）
- TVアニメ『キラキラハッピー★ひらけ!ここたま』EDテーマ『ここたまタウンでにっこにこ★』（2019年4月24日、ランティス）

### デジタルシングル
- 「頑張る理由」（2024年9月29日リリース、テレビドラマ「ドゲンジャーズ」・テレビドラマ「シン・ドゲンジャーズ」挿入歌）[113]

### 映像ソフト
- 保存版DVD『HANDSOME FESTIVAL 2016』（2017年6月14日、アミューズソフトエンタテイメント）
- HANDSOME FILM FESTIVAL 2017（2018年7月7日、アミューズソフトエンタテインメント）
- 15th Anniversary SUPER HANDSOME LIVE『JUMP↑ with YOU』（2020年7月10日、アミューズソフトエンタテインメント）
- スマートさんぽ in 福岡 正木郁（2022年12月5日、幻冬舎コミックス）[89]
- スマートさんぽ in 伊豆 正木郁 with ちゃもこ（2023年12月21日、幻冬舎コミックス）[95]

### 書籍
- ドリフェス!オフィシャルサポーターブック（2016年11月30日、KADOKAWA アスキー・メディアワークス）

## Kaoru Masaki名義での音楽活動

### 配信シングル
レーベルはPRIME CAST。順位はオリコン調べによるオリコン週間デジタルシングル（単曲）ランキングでの最高順位を示す。 
|     | 発売日        | タイトル | 規格                   | 順位 |
| --- | ------------- | -------- | ---------------------- | ---- |
| 1st | 2025年7月23日 | SHAKIN’  | デジタル・ダウンロード | -    |